# Rusichthys plesiomorphus
Rusichthys plesiomorphus is een straalvinnige vissensoort uit de familie van dwergzeebaarzen (Pseudochromidae). De wetenschappelijke naam van de soort is voor het eerst geldig gepubliceerd in 1979 door Winterbottom.